# Bundesstraße 82
Pour les articles homonymes, voir B82 et Route 82.
La Bundesstraße 82 (abrégé en B 82) est une Bundesstraße reliant Seesen à Schöningen.

## Localités traversées
- Rhüden
- Langelsheim
- Goslar
- Hornburg
- Schöppenstedt
- Schöningen